# Semiothisa praeatomata
Semiothisa praeatomata là một loài bướm đêm trong họ Geometridae.